# Nancy Cartwright
Nancy Campbell Cartwright (ur. 25 października 1957 w Kettering) — amerykańska aktorka głosowa.
Najsłynniejszą postacią której użyczyła głosu jest Bart Simpson, ale jej głosem mówią także inne postacie z Simpsonów, są to: Nelson Muntz, Ralph Wiggum, Todd Flanders, Kearney, oraz Maggie Simpson.
Ukończyła Fairmont High School w Ohio, później Ohio University a następnie Uniwersytet Kalifornijski w Los Angeles, gdzie studiowała teatr.
Jej siostrzenicą jest piosenkarka i aktorka Sabrina Carpenter.
W 2000 roku Cartwright wydała swoją pierwszą książkę nawiązującą do roli głosowej Barta Simpsona i zatytułowaną My Life as a Ten Year-Old Boy. Na podstawie tej książki powstało przedstawienie, które zostało wykonane w 2004 roku na Edinburgh Festival Fringe.
W 2005 roku pojawiły się pogłoski, że Cartwright została wybrana na burmistrza Northridge. W rzeczywistości przyznano jej tytuł "Honorowego Burmistrza".
Od 1989 roku należy do Kościoła scjentologicznego.

## Role głosowe, telewizyjne i filmowe
W swojej karierze Cartwright użyczyła głosu wielu postaciom i zagrała w kilku filmach, między innymi jako:
- Chuckie Finster w Rugrats Go Wild
- Gloria Glad w The Richie Rich Show
- Margo Sherman w The Critic
- Bright Eyes w Pound Puppies oraz All New Pound Puppies
- Daffney Gillfin w The Snorks
- Gilda Gossip i Flat Freddy w Galaxy High
- Mindy w Animaniacs
- Rufus w Kim Possible
- Earl Wiewiórka w TimberWolf
- Lu w Mike, Lu & Og
- Todd Daring (na Disney Channel) w The Replacements
- Truly/Gusty/Posey/Honeysuckle/Baby Cuddles/Baby Heart Throb w My Little Pony
- Gusty/Bushwoolie (#4) w My Little Pony: The Movie
- Bart Simpson w The Simpsons
- Wiewiórka Fidget w grze komputerowej 102 dalmatyńczyki psiaki na pomoc

Cartwright wystąpiła jako aktorka w 6. sezonie serialu 24 godziny jako Jeannie Tyler oraz użyczyła głosu dla postaci Putt-Putt w grze komputerowej Putt-Putt Enters The Race.